# Zum Kaiser Karl

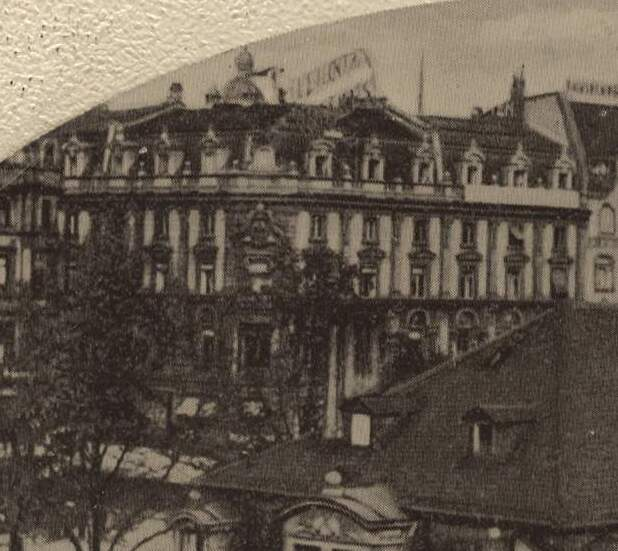
Ausschnitt aus einer Ansichtskarte (Poststempel 1917)

Das Wohn- und Geschäftshaus Zum Kaiser Karl an der Ecke Zeil und Große Eschenheimer Straße in Frankfurt am Main war ein 1882 errichtetes Gründerzeitgebäude. Wegen seiner Fassadenfiguren wurde das Gebäude im Frankfurter Volksmund auch Fratzeneck genannt. Nach seiner Zerstörung bei den Luftangriffen auf Frankfurt am Main 1944 wurde es nicht wiederaufgebaut. 
Die Lage am Schillerplatz um die Hauptwache entwickelte sich Ende des 19. Jahrhunderts zum neuen Stadtzentrum. Heute befindet sich auf diesem Grundstück das Kaufhaus Galeria Kaufhof.

## Lage und Umgebung
Mit dem gegenüberliegenden Haus Wolfseck flankierte das Fratzeneck den Zugang zur Großen Eschenheimer Straße, der Verbindung von der Hauptwache zum Eschenheimer Tor.

## Vorgängerbauten
Der Vorgängerbau war ein vermutlich noch aus dem 17. Jahrhundert stammendes, gegen Ende des 18. Jahrhunderts umgebautes zweigeschossiges Wohn- und Geschäftshaus mit Giebeldach und großem Innenhof. Dieser stattliche Barockbau namens Haus zu den Drei Königen, früher: Schwabenhof, gehörte 1668 Matthäus Merian dem Jüngeren. Später kam es in den  Besitz einer wohlhabenden und weitverzweigten Frankfurter Familie, die nach der Erhebung in den erblichen Adelsstand durch den Kaiser im Jahre 1680 von Barckhaus (auch: von Barckhausen) hieß und ab 1753 den Namen von Barckhauß-Wiesenhütten führte. Im Haus war das Restaurant Bauer zum Kaiser Karl. Unweit davon befand sich auch das Barckhausensche Palais. 1815 erlosch die Familie in Frankfurt.
1882 wurde das Haus für den Neubau abgebrochen.

## Architektur und Ausstattung
Das Fratzeneck wurde in den Jahren 1882–1884 nach Entwürfen von Simon Ravenstein erbaut. Der volkstümliche Name stammte von dem Fassadenschmuck: zur Zeil hin Büsten und Kolossalköpfe der sieben Planeten, die der Maler Wilhelm Steinhausen entworfen hatte, zur Großen Eschenheimer Straße gleichartige Grotesken der sieben Todsünden von dem Maler Hans Thoma.  Die Figuren waren in den umlaufenden Sims über dem zweiten Obergeschoss integriert. Von Thoma stammte auch das Mosaik „Putten mit Armillarsphäre“. Die Modelle zu den Figuren der Eckpartie schuf der Bildhauer Gustav Herold, die Glasmosaik-Verzierungen stammten von Johann Odorico.
Der zweistöckige Eckerker zur Ecke Schillerplatz und Große Eschenheimer Straße wurden gekrönt von einem Altan (Balkon), der auf Säulen des darunterliegenden Gebäudeteils ruhte.  Die Balkontür wurde eingerahmt von zwei Hermen, die ein verkröpften Ziergiebel trugen, auf dem weibliche Allegorien lagen. Ein von einer Krone geschmücktes Wappen schmückte die Mitte des Ziergiebels.
Die Schilfsandstein-Fassaden, zur Zeil sechs Fensterachsen und zur Großen Eschenheimer Straße fünf Achsen breit, zeigten Venezianische Fenster im 2. Obergeschoss. Das 3. und 4. Obergeschoss waren durch Kolossalgliederung mit Pilastern der korinthischen Ordnung geschmückt. Die Pilaster ruhten auf einem umlaufenden Sims über dem zweiten Obergeschoss, in dem die Bauplastik der „Fratzen“ integriert waren. Das 3. OG hatte Fenster mit einem dreieckigen Ziergiebel.